# Arbitrage en droit français
En droit français, l'arbitrage est régi par les articles 1442 et suivants du Code de procédure civile. C'est la procédure par laquelle on met en œuvre le compromis, tel qu'il est encadré par la règle générale de l'article 2060 du Code civil (l'état et la capacité des personnes, notamment, ne peuvent  faire l'objet d'un compromis). Il s'agit de confier à une personne privée, n'ayant aucun intérêt à la cause, la mission de rechercher une solution contractuelle, qui liera les parties au litige, lesquelles doivent d'abord avoir accepté de compromettre.

## Fondement de l'arbitrage
L'arbitre est investi de la mission de trancher un litige en vertu d'un contrat doté de la force obligatoire attribué au contrat par l'article 1104 du Code civil. Ce contrat peut préexister au litige (clause compromissoire) ou être conclu postérieurement à la naissance du litige (compromis).
L'objet de l'arbitrage est toutefois limité par la notion d'ordre public ; ainsi, en droit des baux commerciaux, l'article L145-15 du code de commerce codifiant les articles d'ordre public dont les articles L145.37 à L145.39 du code de commerce relatifs à la révision triennale, rend nulle toute clause visant à soumettre le désaccord des parties sur le loyer révisé à une convention d'arbitrage.

### Clause compromissoire
Les contrats passés entre commerçants peuvent, de plus, anticiper un litige encore inexistant en convenant  que, si une contestation survient, elle devra être résolue par un arbitrage et non par une instance judiciaire. Cette stipulation, prévue par les articles 1442 du code de procédure civile et 631 du Code de commerce, s'appelle la clause compromissoire.
Nulle jusqu'à récemment en matière autre que commerciale, le législateur en a étendu l'accès aux litiges entre professionnels de nature civile en réécrivant l'article 2061 du Code civil. Cette réforme a suscité une certaine méfiance, la clause compromissoire pouvant être imposée au contractant le plus faible, privée du recours judiciaire « normal ».
Une clause compromissoire doit être écrite à peine de nullité, et désigner le ou les arbitres, ou les modalités de leur désignation. La désignation des arbitres est soumise au principe d'égalité des parties, qui est d'ordre public. La clause compromissoire présente une autonomie juridique par rapport au contrat dans lequel elle s'insère. Par conséquent, la nullité de la convention principale n'affecte pas la validité de la clause compromissoire.

### Le compromis
Le litige né, les parties conviennent de ce que l'on appelle un compromis d'arbitrage, c'est-à-dire que, s'étant d'abord accordées sur le principe même de l'arbitrage, elles délèguent ensuite la recherche de la solution à un ou plusieurs arbitres qu'elles se sont choisis par contrat.

## Sentence arbitrale
La sentence arbitrale est la décision rendue par le tribunal arbitral. Le Code de procédure civile subordonne la production d'effets de droit des sentences arbitrales au respect d'une certaine structure.

### Structure de la sentence arbitrale
La sentence arbitrale doit être écrite et doit contenir un exposé succinct des prétentions respective des parties et de leurs moyens de droit. La sentence doit être motivée en droit (lorsque les arbitres statuent en droit) ou en équité (lorsque les arbitres statuent en amiables compositeurs). La sentence doit également mentionner le nom des arbitres, la date et le lieu où la sentence a été rendue, l'identité des parties et de leurs conseils. Enfin, la sentence doit être signée par les arbitres (ou mention doit être faite du refus de signer).

### Effets de la sentence arbitrale
La sentence arbitrale est dotée de l'autorité relative de chose jugée entre les parties, et peut être opposée aux tiers. Toutefois, la sentence arbitrale est dépourvue en tant que telle de force exécutoire. Seule une décision d'exequatur émanant du Tribunal judiciaire peut conférer la force exécutoire nécessaire à l'exécution forcée d'une sentence arbitrale.
La demande d'exequatur est adressée au président du TJ par voie d'ordonnance sur requête (procédure unilatérale et non contradictoire). L'un des arbitres ou la partie la plus diligente dépose la minute de la sentence accompagnée d'un exemplaire de la convention d'arbitrage au secrétariat du TJ. La formule exécutoire est apposée sur la minute de la sentence arbitrale, après vérification de la nature de l'acte, et sauf contrariété manifeste de la sentence à l'ordre public.

### Application du mécanisme
L'arbitrage est une alternative à l'instance judiciaire, et le législateur a voulu que la liberté, aux termes de l'article 1460 du CPC, soit la règle. Les parties reprennent le contrôle de l'affaire et conduisent l'instance arbitrale à leur guise, l'arbitre étant un délégué. Elles peuvent choisir chacune un arbitre qui désigneront un troisième arbitre, les trois formant un collège appelé tribunal arbitral. Les parties ont le choix de la personne à laquelle sera confiée la mission d'arbitre, mais dans la pratique, la technicité de la plupart des litiges passant devant l'arbitrage exige que la mission échoit à des juristes et techniciens chevronnés (et parfois très spécialisés : franchise, import-export, informatique, propriété intellectuelle, etc.) attachés à des structures permanentes, telles que la Chambre arbitrale de Paris.
Le terme de « mode juridictionnel » (mais non judiciaire) de règlement des litiges trouve donc ici parfaitement à s'appliquer. En effet, l'arbitrage est de nature hybride, à la fois décisionnel et conventionnel, les arbitres étant missionnés pour décider en vertu d'une convention formée par les parties. Leur décision, appelée sentence arbitrale, ressemble presque exactement à une décision de justice « classique » et est motivée en droit. L'arbitrage bien que très encadré par l'autorité judiciaire, est ainsi parfois qualifié de « justice privée ».
Les commerçants et les entreprises ont recours à l'arbitrage en raison des besoins spécifiques du monde des affaires : rapidité, discrétion et surtout cas d'espèces très spécialisés. L'arbitrage est sans doute le plus employé des modes de règlements alternatifs des litiges, notamment en contentieux commercial international (grandes entreprises contre États, par exemple l'affaire des frégates de Taïwan...). À tel point qu'il en arrive à présenter maints défauts attribués à la justice d'État : encombrement, lourdeur, complexité, auxquels s'ajoutent les honoraires assez importants des arbitres, qui mettent ce mode de règlement hors de portée des particuliers.

## L'arbitre, amiable compositeur
Il existe une variante à la forme précédente : l'article 1474 du CPC en sa version antérieure au décret no 2011-48 du 13 janvier 2011, prévoit que le compromis d'arbitrage (ou la clause compromissoire) peut stipuler que l'arbitre statuera comme amiable compositeur. L'autorisation donnée à l'arbitre par les parties de statuer comme amiable compositeur a d'importants effets. Elle donne à l'arbitre la liberté, s'il le juge nécessaire, d'écarter la règle de droit qui lierait un juge et de statuer en équité. 
L'équité est une notion séduisante considérée avec prudence par le législateur. Elle consiste à admettre que certaines contestations peuvent être résolues, eu égard à certains faits de l'espèce, en écartant une règle de droit qui s'imposerait au juge ordinaire. Une partie peut ainsi renoncer à réclamer l'application d'un droit, qui théoriquement s'appliquerait, en contrepartie d'une convention satisfaisante. Un droit auquel on peut renoncer est par exemple celui tiré d'une prescription, droit que l'on peut, même en justice, omettre de soulever. 
Amiable composition ne veut pas dire pour autant évasion dans le non-droit. L'arbitre amiable compositeur reste, d'une part, tenu d'appliquer les règles d'ordre public (celle auxquelles on ne peut déroger par contrat), mais d'autre part sa latitude d'écarter la règle est facultative, l'affaire pouvant fort bien se régler « équitablement » en application d'une règle de droit. Néanmoins la Cour de cassation a jugé que lorsque l'arbitre amiable compositeur faisait application de la règle de droit pour parvenir à l'équité, il devait, justement parce que sa mission est « l'amiable composition », motiver cette décision (Civ. 2e, 10 juillet 2003).
L'alinéa 4 de l'article 12 du CPC est considéré par la doctrine comme ayant, dans sa concision, de vastes effets insuffisamment appliqués. Il dispose que « Le litige né, les parties peuvent aussi, dans les mêmes matières et sous la même condition, conférer au juge mission de statuer comme amiable compositeur (...) ». 
En tant que mode alternatif, cette disposition est peu employée. Dans l'esprit des justiciables, l'amiable composition est du domaine de l'arbitrage. Or l'alinéa 4 de l'article 12 autorise le juge à statuer en équité, il s'agit donc d'une exception, qui pourrait être très utile, à  la règle générale donnant seule mission au juge d'appliquer et de faire respecter le droit.  L'alinéa 4 transforme le juge en arbitre en lui offrant une liberté considérable, sans entraîner l'inconvénient principal de l'arbitrage privé qui est son coût, inaccessible aux particuliers. De plus, le justiciable bénéficie de toute la compétence du juge professionnel. 
Quelques réserves freinent néanmoins le recours plus fréquent à ce mode de résolution. Le texte conditionne l'amiable composition par le juge à ce que le litige soit « né ». La possibilité de stipuler une clause la prévoyant est donc exclue, ce que l'on peut regretter puisque l'article 2061 l'autorise désormais pour les professionnels civils, élargissant considérablement son champ d'application, laissant, pour ainsi dire, l'alinéa 4 de l'article 12 quelque peu en arrière.  
Là encore, la distinction avec la conciliation n'est pas toujours claire, ce qui peut créer une confusion dans l'esprit des justiciables.

## L'arbitrabilité d'un litige
L'arbitrabilité d'un litige désigne sa capacité à faire l'objet d'un arbitrage. Ratione personae (relativement aux personnes); toute personne privée ou publique, physique ou morale peut recourir à un arbitrage, sous réserve du consentement des deux parties au différend. Classiquement, il existe deux modes de recours à l'arbitrage :
- soit par une clause compromissoire (article 1442 du CPC, voir plus haut) ; il s'agit d'une clause qui prévoit le recours à l'arbitrage pour un litige futur. Le recours à l'arbitrage peut donc être prévu, avant tout litige. La clause compromissoire préexiste au litige. Par exemple, un contrat de vente va inclure une clause compromissoire stipulant qu'en cas de litige concernant la formation, l'exécution ou la résiliation du contrat les parties conviennent de recourir à un arbitrage.
- soit à la conclusion d'un accord d'arbitrage (article 1447 du CPC) ; dit compromis (un compromis est l'échange de promesses entre deux personnes ou plus. C'est le résultat d'une négociation entre les parties en présence où chacune aura fait des concessions pour arriver à une solution commune qu'elles devront conjointement exécuter). Il s'agit d'une convention passée entre les parties, mais à la différence de la clause compromissoire, une fois que le litige est né : le litige préexiste au compromis. Les parties vont se mettre d'accord pour soumettre le litige aux arbitres comme ce fut le cas notamment dans la célèbre affaire Tapie[11].

L'arbitrabilité est également liée à la matière considérée, certaines matières liées à l'ordre public ne sont pas arbitrables, elles ne peuvent donc pas faire l'objet d'un arbitrage. Par exemple, il n'est pas possible de compromettre (au sens juridique) sur les droits dont on n'a pas la libre disposition, ce qui est très souvent le cas en droit de la famille par exemple (divorce, filiation, etc.).
Depuis une loi du 15 mai 2001, lorsque "l'une des parties n'a pas contracté dans le cadre de son activité professionnelle, la clause ne peut lui être opposée". Cette règle ne joue toutefois que dans les arbitrages internes. La Cour de cassation a en effet déjà affirmé l'absence de nullité manifeste d'une clause compromisoire stipulée à l'encontre d'une consommatrice française par un établissement américain proposant des services financiers. Peuvent donc être soumis à l'arbitrage des conflits relatifs à la consommation (litige avec un commerçant), au règlement d'une succession, mais aussi des conflits entre locataires et bailleurs, certains conflits entre employés et employeurs, etc.